# 平為賢
平 為賢（たいら の ためかた、生没年不詳）は、平安時代中期の武将。平維幹の四男。肥前伊佐氏（伊佐平氏）、薩摩平氏（鎮西平氏）の祖。

## 経歴
『朝野群載』によれば、寛仁3年（1019年）に「散位平朝臣為賢」が刀伊の入寇で活躍し、肥前国を賜ったという。
刀伊の入寇以前は、平良兼・平公雅流が鎮西において活躍していたが、入寇以後にはその様子が見られない。これは、平忠常の乱や、伊勢国における平維衡と平致頼の紛争に見えるように、摂関家と結んだ平貞盛・平繁盛流平氏と良兼・公雅流平氏は紛争を繰り返しており、その結果、鎮西でも公雅流平氏と繁盛流平氏が争い、後者が争いに勝って鎮西に勢力を広げることができたと考えられる。
『今昔物語集』巻二十八の十五に見える「伊佐ノ平新意能観」に比定される。能観は「東ノ度々ノ戦ニ生遁テ」という東国の歴戦の兵であり、その名を書いただけでも海賊も恐れ逃げ出すという猛者であった。

## 系譜
- 父：平維幹
- 母：大姫御前? - 高階成順女
- 妻：不詳
  - 男子：平為忠?
  - 男子：平為宗?

## 関連作品

### テレビドラマ
- NHK大河ドラマ『光る君へ』 （2024年、演：神尾佑）